# Frederik Helstrup
Frederik Helstrup Jensen (ur. 16 marca 1993 w Kopenhadze) – duński piłkarz występujący na pozycji obrońcy.

## Kariera klubowa
Wychowanek amatorskiego klubu Gladsaxe-Hero BK. Następnie trenował w zespołach młodzieżowych Virum-Sorgenfri BK oraz Lyngby BK. Latem 2011 roku sztab szkoleniowy Lyngby włączył go do kadry pierwszego zespołu. 14 sierpnia 2011 zadebiutował w Superligaen w zremisowanym 1:1 meczu przeciwko AC Horsens. Po sezonie 2011/12 jego klub spadł do 1. Division, gdzie występował on przez kolejny rok. We wrześniu 2013 roku podpisał trzyletnią umowę z AC Horsens, dla którego rozegrał 35 spotkań na poziomie 1. Division.
W marcu 2015 roku Helstrup został wypożyczony na 4 miesiące do szwedzkiego klubu Helsingborgs IF, trenowanego przez Henrika Larssona. 4 kwietnia 2015 zadebiutował w Allsvenskan w zakończonym bezbramkowym remisem meczu przeciwko Kalmar FF. Przed zakończeniem okresu wypożyczenia klub zdecydował się pozyskać go na zasadzie transferu definitywnego. Przez 2 kolejne sezony był on podstawowym zawodnikiem formacji defensywnej. Po zakończeniu sezonu 2016 Helsingborgs spadł do Superettan, po przegranym 2:3 dwumeczu barażowym przeciwko Halmstads BK. Helstrup wystąpił w obu spotkaniach, w pierwszym z nich strzelając bramkę samobójczą.
Latem 2017 roku przeniósł się on do Arki Gdynia prowadzonej przez Leszka Ojrzyńskiego. W VII kolejce sezonu 2017/18 zadebiutował w Ekstraklasie w przegranym 0:3 meczu z Lechem Poznań. W sezonie 2017/18 dotarł z Arką do finału Pucharu Polski. W 2018 roku wywalczył z tym zespołem Superpuchar Polski po wygranej 3:2 nad Legią Warszawa.

## Kariera reprezentacyjna
W latach 2010–2012 występował w młodzieżowych reprezentacjach Danii w kategorii U-18, U-19 oraz U-20, zaliczając łącznie 18 spotkań.

## Sukcesy
- Superpuchar Polski: 2018